# Nederlandse kampioenschappen schaatsen afstanden 2010 - 1000 meter mannen
De 1000 meter mannen op de Nederlandse kampioenschappen schaatsen afstanden 2010 werd gehouden op zaterdag 31 oktober 2009. Er waren vijf plaatsen te verdelen voor de Wereldbeker schaatsen 2009/10. Jan Bos en Stefan Groothuis hadden een beschermde status, voor hen volstond een plaats bij de eerste acht voor deelname aan de wereldbeker. Titelverdediger was Stefan Groothuis die de titel pakte tijdens de Nederlandse kampioenschappen schaatsen afstanden 2009.
Groothuis, Kuipers, Tuitert, Elgersma en Bos wisten zich te plaatsen voor de eerste wereldbekerwedstrijden van het seizoen.

## Statistieken

### Uitslag
| #      | Schaatser         | Tijd       |
| ------ | ----------------- | ---------- |
| Goud   | Stefan Groothuis  | 1.09,30    |
| Zilver | Simon Kuipers     | 1.09,53    |
| Brons  | Mark Tuitert      | 1.09,57    |
| 4      | Lars Elgersma     | 1.09,71    |
| 5      | Beorn Nijenhuis   | 1.09,90    |
| 6      | Remco Olde Heuvel | 1.10,01    |
| 7      | Jan Bos           | 1.10,11    |
| 8      | Ronald Mulder     | 1.10,15    |
| 9      | Erben Wennemars   | 1.10,28    |
| 10     | Jacques de Koning | 1.10,32    |
| 11     | Kjeld Nuis        | 1.10,34 PR |
| 12     | Pim Schipper      | 1.10,88    |
| 13     | Sietse Heslinga   | 1.10,98    |
| 14     | Michael Poot      | 1.11,07    |
| 15     | Sjoerd de Vries   | 1.11,11    |
| 16     | Jan Smeekens      | 1.11,16    |
| 17     | Michel Mulder     | 1.11,18    |
| 18     | Tim Salomons      | 1.11,23    |
| 19     | Hein Otterspeer   | 1.11,32 PR |
| 20     | Berden de Vries   | 1.11,51    |
| 21     | Jurre Trouw       | 1.12,47    |
| 22     | Demian Roelofs    | 1.12,47 PR |
| 23     | Freddy Wennemars  | 1.12,49    |
| -      | Rhian Ket         | DQ         |

### Loting
| Rit | Binnenbaan        | Buitenbaan        |
| --- | ----------------- | ----------------- |
| 1   | Hein Otterspeer   | Freddy Wennemars  |
| 2   | Michel Mulder     | Demian Roelofs    |
| 3   | Michael Poot      | Jan Smeekens      |
| 4   | Jurre Trouw       | Berden de Vries   |
| 5   | Jacques de Koning | Kjeld Nuis        |
| 6   | Lars Elgersma     | Ronald Mulder     |
| 7   | Sietse Heslinga   | Rhian Ket         |
| 8   | Pim Schipper      | Tim Salomons      |
| 9   | Erben Wennemars   | Stefan Groothuis  |
| 10  | Beorn Nijenhuis   | Jan Bos           |
| 11  | Sjoerd de Vries   | Remco Olde Heuvel |
| 12  | Simon Kuipers     | Mark Tuitert      |

1987 · 
1988 · 
1989 · 
1990 · 
1991 · 
1992 · 
1993 · 
1994 · 
1995 · 
1996 · 
1997 · 
1998 · 
1999 · 
2000 · 
2001 · 
2002 · 
2003 · 
2004 · 
2005 · 
2006 · 
2007 · 
2008 · 
2009 · 
2010 · 
2011 · 
2012 · 
2013 · 
2014 · 
2015 · 
2016 · 
2017 · 
2018 · 
2019 · 
2020 · 
2021 · 
2022 · 
2023 · 
2024 · 
2025